# Sander Bauwens
Sander Bauwens is een Belgisch kippenkweker en youtuber uit Wetteren. 

## Biografie
Bauwens behaalde een master in de Biowetenschappen land- en tuinbouwkunde (specialisatie pluimveeteelt). Hij begon pluimvee te kweken als hobby en maakte er in 2017 zijn hoofdberoep van. Op YouTube plaatst Bauwens filmpjes van zijn pluimvee, voornamelijk van zijn kippen. Een video waarin hij een kippenhok schoonmaakt werd 190 miljoen keer bekeken en is daarmee de meest bekeken Vlaamse video op YouTube. Het bracht hem 45.000 euro op.
In 2021 bracht hij een boek uit, Zakboek voor de kippenhouder.